# Zarząd dróg wojewódzkich
Zarząd dróg wojewódzkich – jednostka organizacyjna powoływana przez sejmik województwa wykonująca obowiązki zarządcy drogi dróg wojewódzkich na swoim terenie. Na podstawie ustawy o drogach publicznych do zarządcy drogi należy m.in. utrzymanie nawierzchni drogi, chodników, drogowych obiektów inżynierskich, urządzeń zabezpieczających ruch i innych urządzeń związanych z drogą. Liczba zarządów jest równa liczbie województw.
Celem administratora sieci dróg publicznych jest umożliwienie przemieszczania się po tej sieci pojazdami kołowymi oraz powodowanie optymalnego komfortu jazdy użytkownikom dróg.
Zarząd dróg wojewódzkich może posiadać swoje jednostki terenowe, zwane rejonami dróg wojewódzkich. Rejon dróg wojewódzkich z kolei może posiadać obwody.

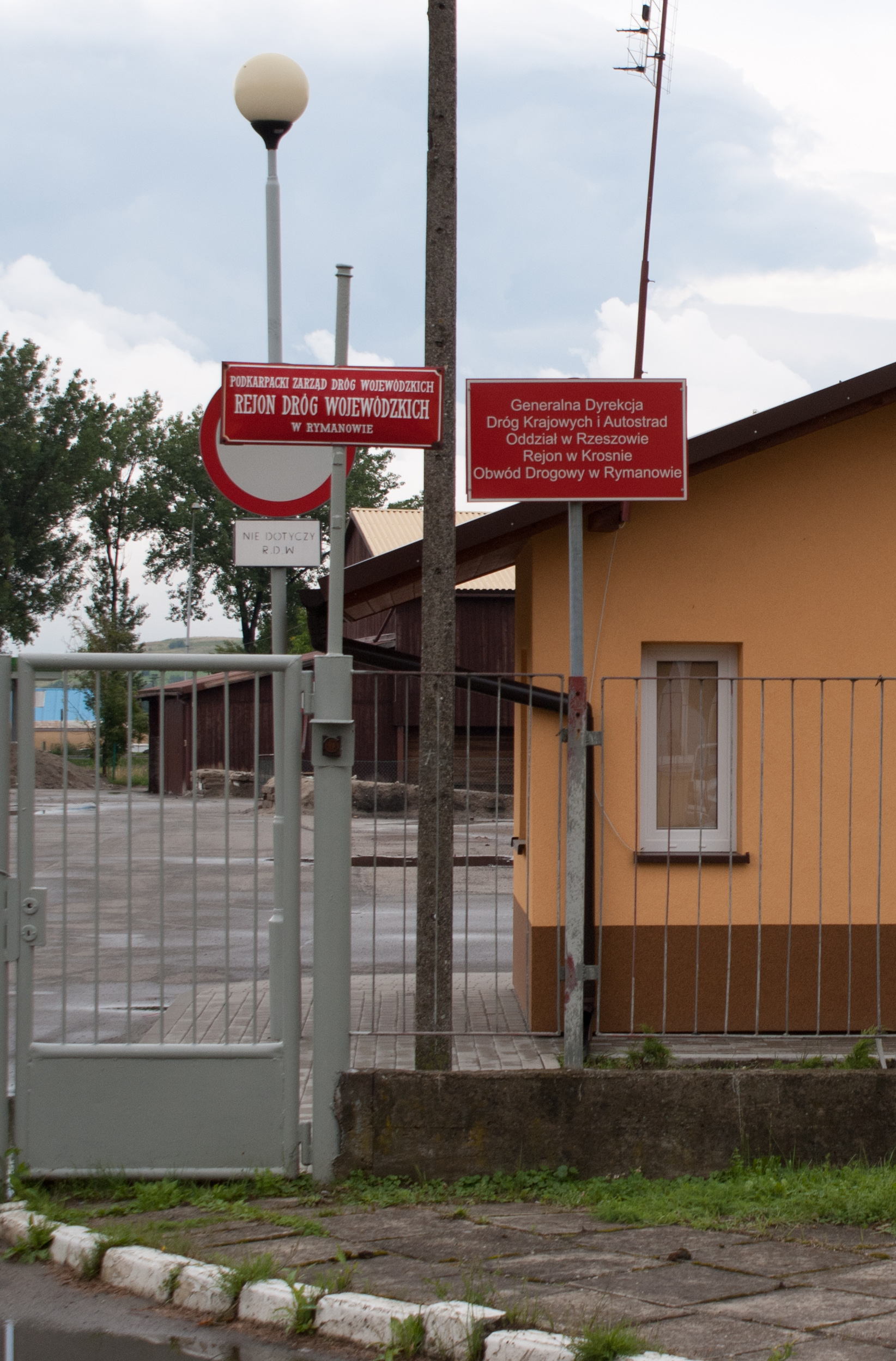
Podkarpacki Zarząd Dróg Wojewódzkich, Rejon Dróg Wojewódzkich w Rymanowie

Nazwy zarządów dróg wojewódzkich w Polsce:
- Dolnośląska Służba Dróg i Kolei we Wrocławiu
- Mazowiecki Zarząd Dróg Wojewódzkich w Warszawie
- Podkarpacki Zarząd Dróg Wojewódzkich w Rzeszowie
- Podlaski Zarząd Dróg Wojewódzkich w Białymstoku
- Świętokrzyski Zarząd Dróg Wojewódzkich w Kielcach
- Wielkopolski Zarząd Dróg Wojewódzkich w Poznaniu
- Zachodniopomorski Zarząd Dróg Wojewódzkich w Koszalinie
- Zarząd Dróg Wojewódzkich w Bydgoszczy (woj. kujawsko-pomorskie)
- Zarząd Dróg Wojewódzkich w Gdańsku (woj. pomorskie)
- Zarząd Dróg Wojewódzkich w Katowicach (woj. śląskie)
- Zarząd Dróg Wojewódzkich w Krakowie (woj. małopolskie)
- Zarząd Dróg Wojewódzkich w Lublinie (woj. lubelskie)
- Zarząd Dróg Wojewódzkich w Łodzi (woj. łódzkie)
- Zarząd Dróg Wojewódzkich w Olsztynie (woj. warmińsko-mazurskie)
- Zarząd Dróg Wojewódzkich w Opolu (woj. opolskie)
- Zarząd Dróg Wojewódzkich w Zielonej Górze (woj. lubuskie)